# Fabrica de conserve Râureni
Fabrica de conserve Râureni a fost înființată în anul 1925, fiind una dintre cele mai prestigioase fabrici de conserve din România.
Fabrica produce o gamă diversificată de conserve din legume și fructe, oțet, siropuri, sucuri concentrate din fructe, sucuri și nectaruri ambalate la sticle și la cutie.
În anul 1996 a fost preluată de Oltchim.
În anul 2008, fabrica de conserve Râureni a fost vândută de Oltchim către compania Annabella din Râmnicu Vâlcea.